# Yasir Al-Rumayyan

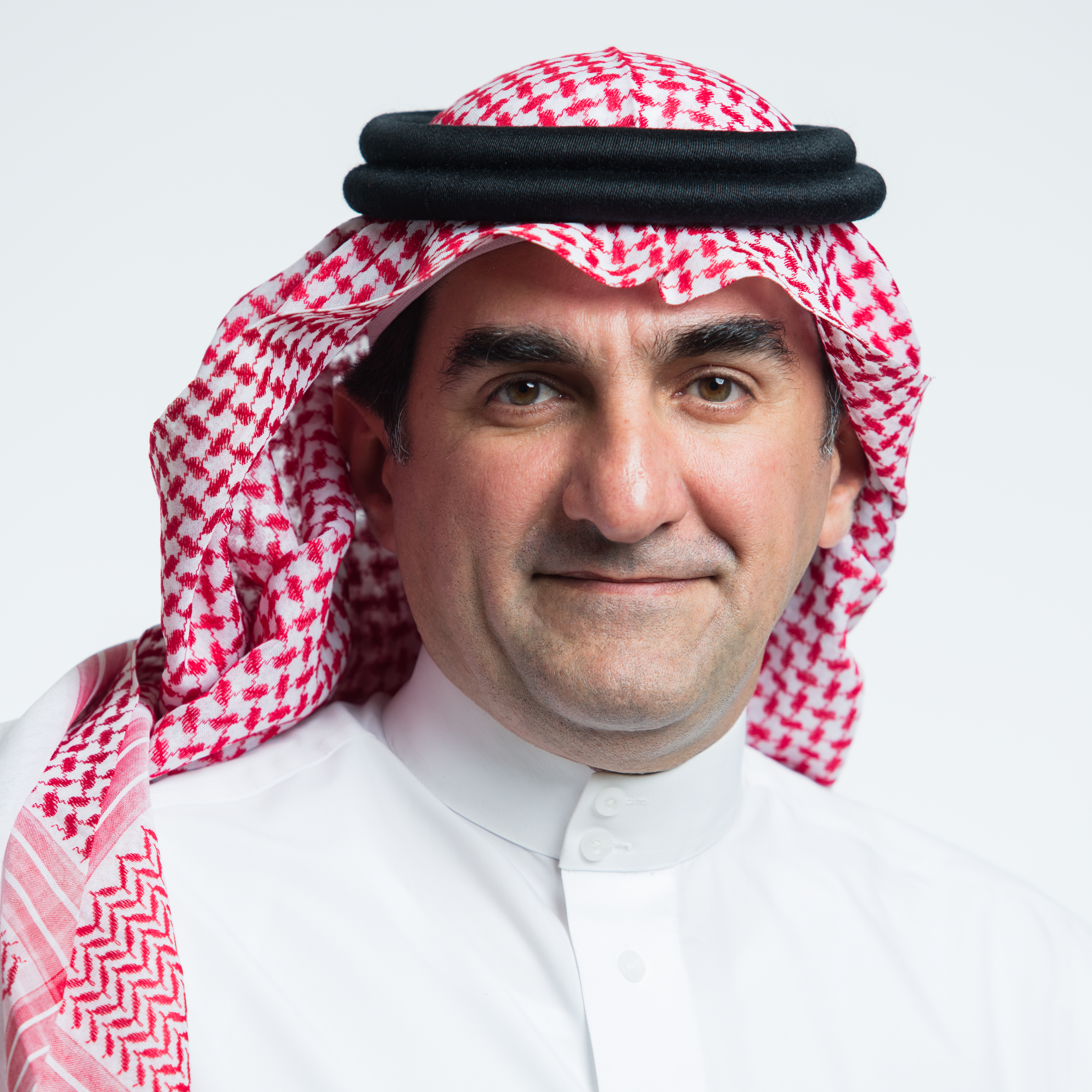
Yasir Al-Rumayyan

Yasir bin Othman Al-Rumayyan (arabisch ياسر الرميان, DMG Yāsir ar-Rumayyān; * 20. Februar 1970) ist ein saudischer Manager und Gouverneur des Public Investment Fund (PIF), des Staatsfonds des Königreichs Saudi-Arabien. Er ist außerdem Chairman (Vorsitzender) des englischen Fußballvereins Newcastle United und des staatlichen Erdölunternehmens Saudi Aramco. Er gilt als enger Vertrauter des saudischen Kronprinzen Mohammed bin Salman.

## Laufbahn
Al-Rumayyan schloss sein Studium an der König-Faisal-Universität in Alahsa 1993 ab. Im Jahre 2007 absolvierte er zur Weiterbildung ein General Management Program an der Harvard Business School.
Er begann seine Karriere bei der Saudi Hollandi Bank, wo er Leiter des internationalen Maklergeschäfts wurde, bevor er zur Capital Markets Authority (CMA) wechselte, wo er Leiter der Wertpapiernotierungen war. Zwischen 2011 und 2015 war Al-Rumayyan CEO von Saudi Fransi Capital (SFC), dem Investmentbanking-Zweig der Banque Saudi Fransi und bis 2015 war er auch im Board of Directors der saudischen Börse Tadawul tätig. Im September 2015 wurde er schließlich zum Leiter des Public Investment Fund (PIF) befördert.
2016 wurde er Teil des Board of Directors des Unternehmens Uber, nachdem der PIF zu einem bedeutenden Investor des Unternehmens geworden war. 2019 wurde Al-Rumayyan auch Vorsitzender von Saudi Aramco, und bekam den Auftrag den Börsengang des Unternehmens zu leiten. Im Oktober 2021 gab der PIF bekannt, dass Al-Rumayyan Vorsitzender des Fußballvereins Newcastle United werden würde, nachdem ein Konsortium bestehend aus dem PIF, PCP Capital Partners und RB Sports & Media den Verein erworben hatte.